# André Vaes
André Georges Vaes (Antwerpen, 27 maart 1904 - 21 mei 1975) was een Belgisch advocaat en politicus voor CVP.

## Levensloop
Vaes promoveerde tot doctor in de rechten en vestigde zich als advocaat in Antwerpen. 
Tijdens de Tweede Wereldoorlog behoorde hij tot het Geheim Leger. Onmiddellijk na de Bevrijding werd hij door de raad van de orde aangesteld om een onderzoek in te stellen naar de houding van de Vlaamse conferentie van de Antwerpse Balie en haar leden tijdens de oorlog.
In 1946 werd hij verkozen tot CVP-volksvertegenwoordiger voor het arrondissement Antwerpen, een mandaat dat hij uitoefende tot in 1949. Hij was ook een tijd lid van het College van Commissarissen van de Société Générale de Belgique.

## Publicaties
- L'emploi des langues en matière civile et commerciale, Antwerpen, 1931.
- L'illégalité au service du droit, Antwerpen, 1946.